# 柵原星のふる里バス

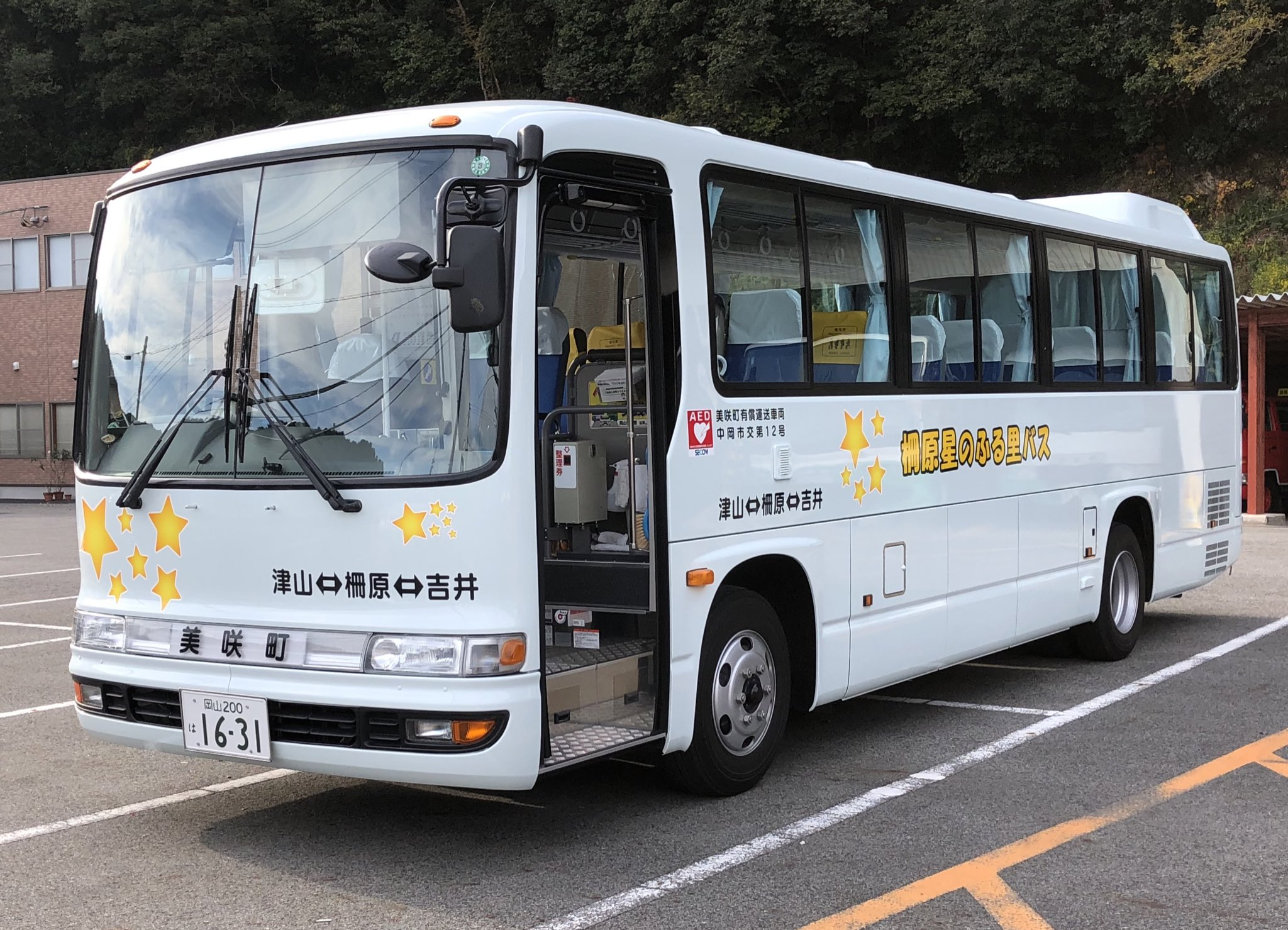
柵原星のふる里バスの車両

柵原星のふる里バス（やなはらほしのふるさとバス）は、岡山県津山市・久米郡美咲町・赤磐市で運行しているコミュニティバス。津山市・美咲町・赤磐市が構成する協議会（津山・柵原・吉井線共同バス運行対策協議会）に基づき運営されている。
宇野バスの津山 - 柵原線が1971年9月26日で廃止されたことを受け、旧・柵原町が同年10月5日から柵原町営バス（やなはらちょうえいバス）として直営バスの運行を開始した。2006年7月1日より津山市・美咲町（2005年3月に柵原町ほかが市町村合併して発足）が協議会を設立し共同運行を開始。2018年4月1日より赤磐市が協議会に加わり、運行路線が赤磐市吉井支所まで延伸された。

## 概要
- 津山駅・津山東高校などの津山市街から旧・柵原町中心部の柵原病院前を経由して旧・吉井町中心部の赤磐市吉井支所までの33.5kmを結ぶ。主要道はあまり走らず、交通空白地帯を縫うように経由する。
- 運行形態は、道路運送法の規定に基づく自家用自動車（白ナンバー車）による有償運送での運行である。
- 同協議会が有本観光バスに運行を委託している。
- 鉄道路線とは美作大崎駅（姫新線）、東津山駅、津山駅で接続している。なお柵原病院前バス停は、1991年まで走っていた同和鉱業片上鉄道線の終点・柵原駅からほど近かった。
- 運賃は距離制。全線を乗り通しても300円と、低廉に押さえられている。
- 1日3.5往復（津山行き4便、吉井支所行き3便）、休日は3往復。
- 柵原病院前 - 大崎間、吉田 - 日上間はフリー乗降区間となっている。
- 吉井支所 - 柵原病院前間はノンストップとなっている。

## 路線
詳細な運行案内は、#外部リンクの柵原星のふる里バスを参照のこと。
（停留所名）は一部の便のみ停車。
- 津山駅 - 伏見町 - 松原向 - （東津山 - イオンモール津山 - 津山中央病院） - 日上 - 国分寺 - 光陽台前 - 吉田 - 大崎  - 百々下 - 藤田上 - 柵原病院前 （→ ＜ノンストップ＞ → 吉井支所）
- 津山駅 → 津山東高校 → 市役所西 → 大手町 → 伏見町 → 松原向 → 日上 → 国分寺 → 光陽台前 → 吉田 → 大崎 → 百々下 → 藤田上 → 柵原病院前 → ＜ノンストップ＞ → 吉井支所
- 津山駅 → 大手町 → 市役所西 → 津山東高校 → 松原向 → 日上 → 国分寺 → 光陽台前 → 吉田 → 大崎 → 百々下 → 藤田上 → 柵原病院前 → ＜ノンストップ＞ → 吉井支所
- 吉井支所 → ＜ノンストップ＞ → 柵原病院前 → 藤田上 → 百々下 → 大崎 → 吉田 → 光陽台前 → 国分寺 → 日上 → 松原向 → 津山東高校 → 市役所西 → 大手町 → 作陽高校

## 車両
- 中型バス（日野・メルファ）で運行。

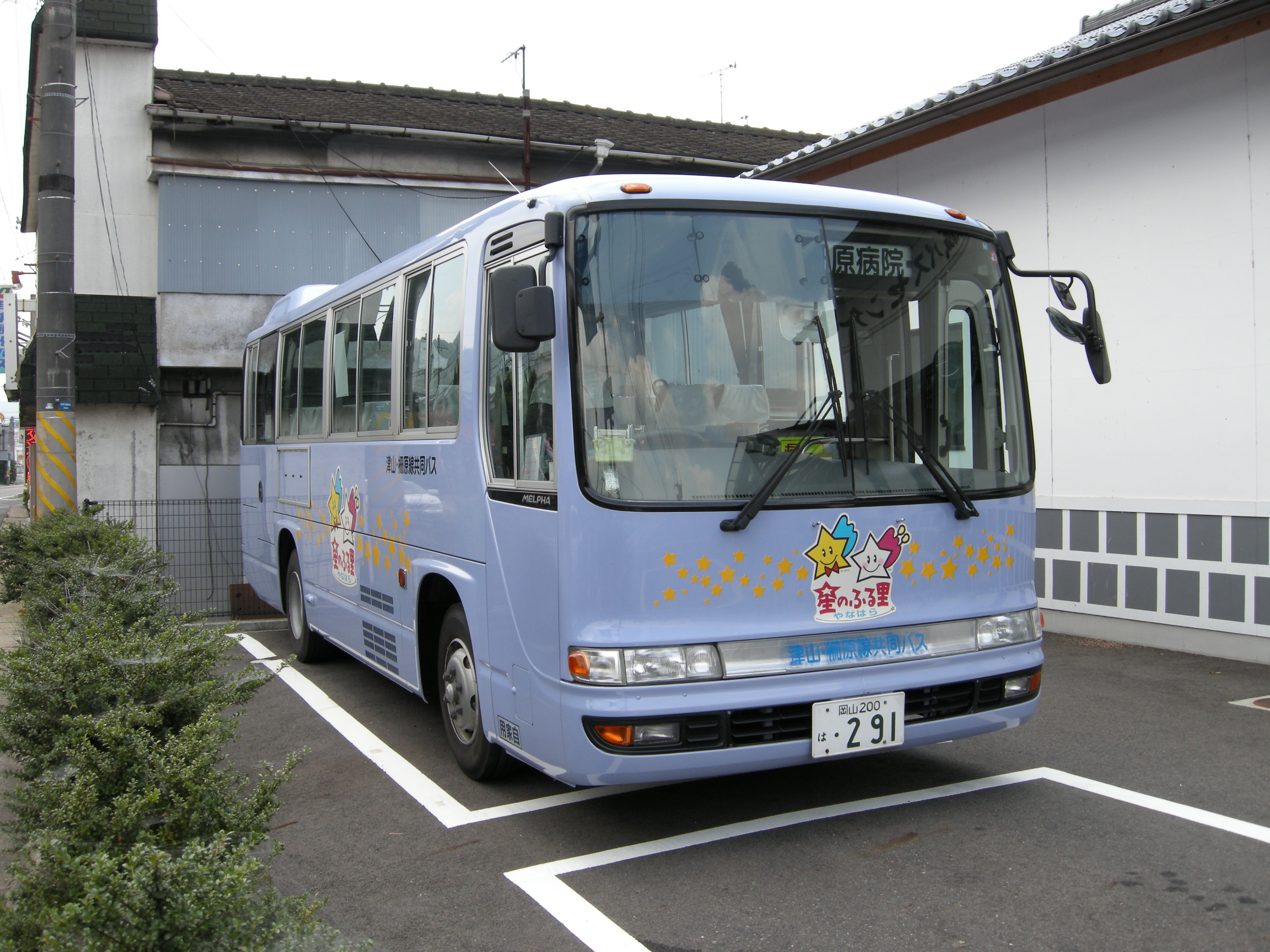
柵原星のふる里バスの車両 ※現在は使用されていない
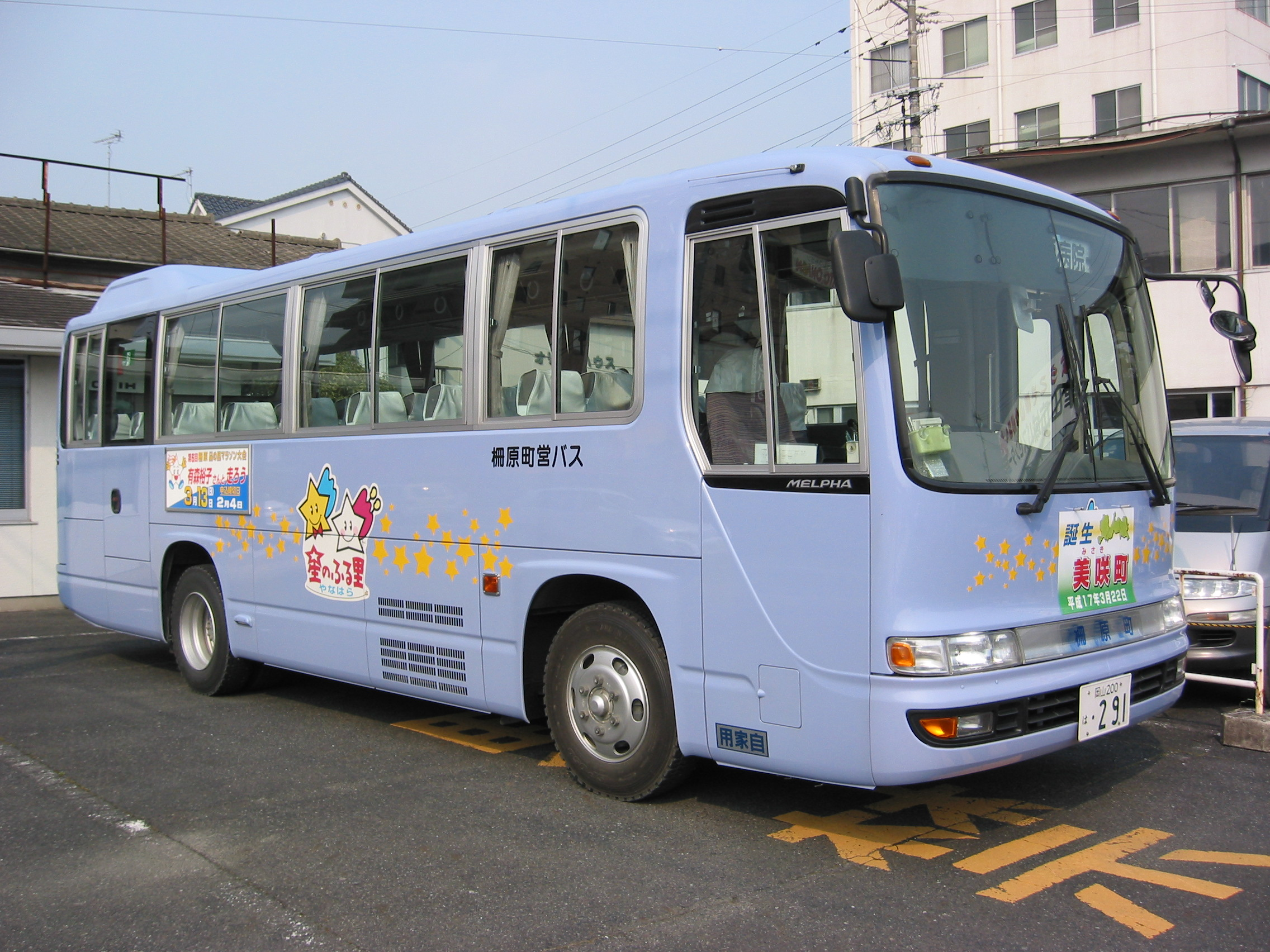
柵原町営バス当時の車両（2005年）※現在は使用されていない
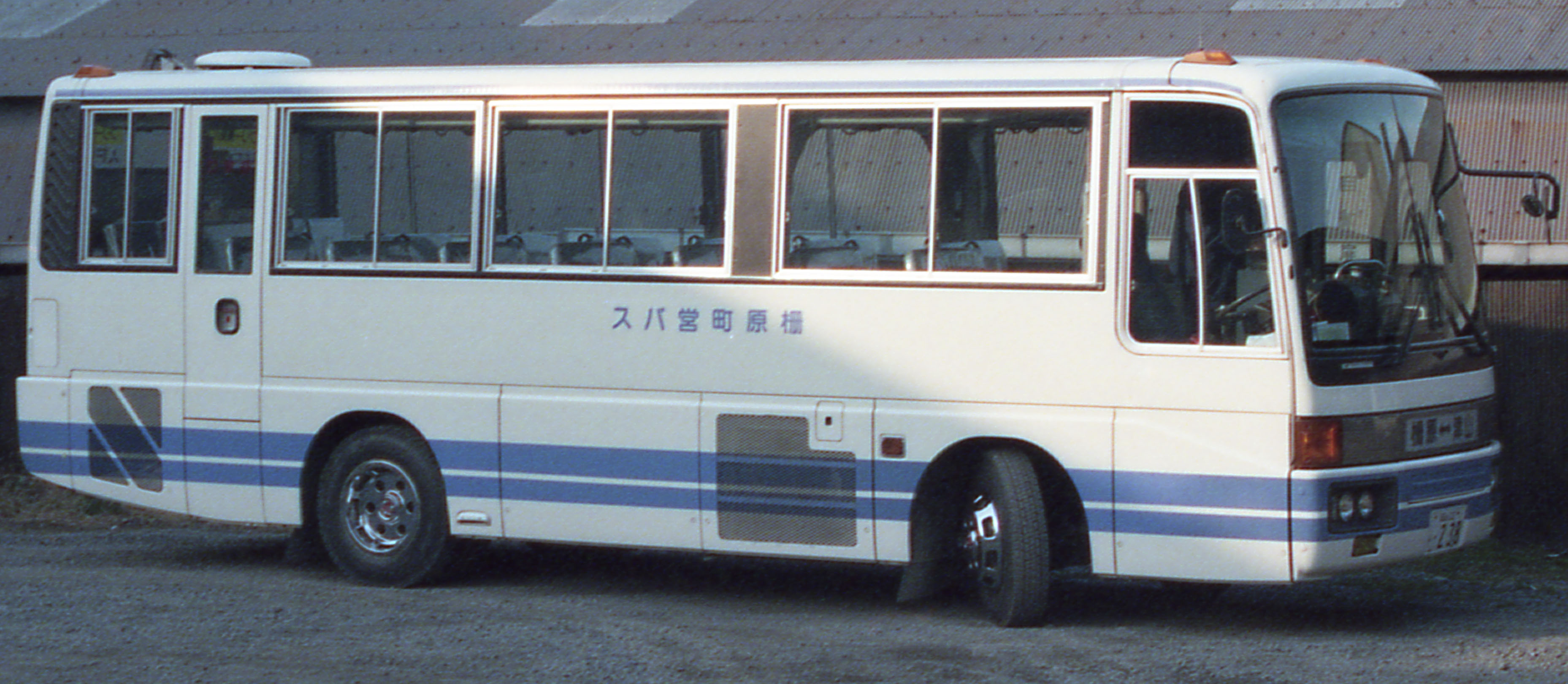
柵原町営バス当時の車両（1997年）※現在は使用されていない